# The Adventures of Tarzan
The Adventures of Tarzan è un serial cinematografico muto del 1921 in 15 episodi diretto da Robert F. Hill e Scott Sidney.
Il soggetto è liberamente ispirato al personaggio del famoso romanzo d'avventura Tarzan delle Scimmie di Edgar Rice Burroughs del 1912 ed in particolare parzialmente tratto dai libri Il ritorno di Tarzan (1915) e Tarzan e i gioielli di Opar (1918). Distribuito nelle sale cinematografiche statunitensi nel 1921 dalla Numa Pictures Corporation.

## Trama
Dopo tante avventure, Tarzan riesce di nuovo a salvare la fidanzata Jane dalle grinfie di un potente governatore dell'Africa, capo della tribù degli Opar.
Stabilitosi definitivamente nella giungla Tarzan cerca un po' di pace ma alcuni rapitori dei suoi vecchi nemici catturano nuovamente Jane per usarla come sacrificio.

## Titoli degli episodi
I quindici episodi sono ciascuno costituiti da uno o due rulli cinematografici (circa una metà da un rullo e gli altri sette da due rulli), della durata di circa 11 minuti (24 fotogrammi per secondo), tranne il primo episodio (oggi si direbbe episodio pilota), che ne dura tre. La durata totale del Serial cinematografico è pertanto di circa 264 minuti.

### Titoli e Data di uscita
1. Jungle Romance (3 rulli) - 1º dicembre 1921
2. The City of Gold - 8 dicembre 1921
3. The Sun Death - 15 dicembre 1921
4. Stalking Death - 22 dicembre 1921
5. Flames of Hate - 29 dicembre 1921
6. The Ivory Tomb - 5 gennaio 1922
7. The Jungle Trap - 12 gennaio 1922
8. The Tornado - 19 gennaio 1922
9. Fangs of the Lion - 26 gennaio 1922
10. The Simoon - 2 febbraio 1922
11. The Hidden Foe - 9 febbraio 1922
12. Dynamite Trail - 16 febbraio 1922
13. The Jungle's Fury - 23 febbraio 1922
14. Flaming Arrows - 2 marzo 1922
15. The Last Adventure - 9 marzo 1922

## Produzione
Prodotto da Louis Weiss per la Great Western Producing Company, la Numa Pictures Corporation e la Weiss Brothers Artclass Pictures

## Distribuzione
Il film uscì nelle sale cinematografiche USA il 1º dicembre 1921, distribuito dalla Numa Pictures Corporation. Nel 1928, la Weiss Brothers-Artclass Pictures Corporation ne curò la riedizione in 10 episodi, distribuito con musica sincronizzata ed effetti speciali sonori. Il serial fu presentato in sala anche in versione lungometraggio.
Il serial originale è andato presumibilmente perduto. Del film esistono ancora delle copie: all'UCLA Film and Television Archive si trova la versione in lungometraggio dell'Artclass Pictures Corporation del 1928; copia del film viene conservata negli archivi del Library of Congress, in quelli dell'International Museum of Photography at George Eastman House e dell'Academy Film Archive. Nel 2004, il film è uscito in una versione DVD di 181 minuti, distribuito dalla Serial Squadron. Nel 2010, lo distribuì la Nostalgia Family, in una versione di 46 minuti.

### Date di uscita
- USA	1º dicembre 1921 (uscita del primo episodio)
- Finlandia 7 settembre 1923
- USA 1928 (riedizione)
- USA 2004 DVD
- USA 2010 DVD

Alias
- I dikaiosyni tou Tarzan 	Grecia